# Trialeurodes multipori
Trialeurodes multipori là một loài côn trùng cánh nửa trong họ Aleyrodidae, phân họ Aleyrodinae.
Trialeurodes multipori được Russell miêu tả khoa học đầu tiên năm 1948.